# Muyuan Foods
Muyuan Foods Company Limited («Муюань Фудс») — китайская животноводческая и пищевая корпорация, крупнейший в стране поставщик живых свиней и охлаждённой свинины. Основана в 1992 году. Контрольный пакет акций Muyuan Foods принадлежит Цинь Инлиню, который входит в число самых богатых миллиардеров Китая. 

## История
Первая свиноферма была основана в округе Наньян провинции Хэнань в 1992 году местным предпринимателем Цинь Инлинем и его женой Цянь Ин. К 1997 году число свиней на фермах достигло 10 тыс. голов, а в 2000 году Цинь основал компанию Muyuan Farming, которая в 2010 году получила кредит и инвестиции от Международной финансовой корпорации.
К 2013 году на фермах компании Muyuan Foods ежегодно выращивали более 1 млн свиней на убой. В январе 2014 года акции компании стали торговаться на Шэньчжэньской фондовой бирже. В 2018 году фермы Muyuan Foods продали 11,1 млн живых свиней. К 2019 году Muyuan занимала второе место в Китае по продаже свинины, после Wens Foodstuff Group.  
В 2019 году Китай охватила африканская чума свиней, которая вызвала взлёт цен на свинину и привела к разорению многих мелких фермеров, не имевших доступа к вакцинам. Крупные игроки, в том числе Muyuan Foods, наоборот увеличили свою прибыль (по состоянию на 2019 год Muyuan Foods имела более 10 млн свиней и забивала около 5 млн свиней в год).
В 2020 — 2021 годах высокие цены на свинину сохранились, что позволило Muyuan Foods получить большие прибыли, инвестировать средства в новые «умные» мега-фермы и увеличить поголовье свиноматок.

## Деятельность
Основные свинофермы Muyuan Foods сконцентрированы в Наньяне. По итогам 2021 года 95,2 % продаж пришлось на живых свиней, 6,9 % — на мясные продукты, 5,1 % — на корма. 100 % продаж Muyuan Foods пришлись на внутренний китайский рынок.

## Акционеры
Крупнейшими акционерами Muyuan Foods являются семья Цинь Инлиня (19 %), Цинь Инлинь (14,5 %), Henan Hongbao Group (1,86 %) и Сунь Хуэйган (1,62 %). 